# Rock'n'Love
Rock'n'Love (You Instead en Grande-Bretagne) est une comédie britannique de David Mackenzie sortie en 2011. 

## Synopsis
Adam, célèbre pop star américaine se retrouve menotté à Morello, une rockeuse britannique pratiquement inconnue, lors du festival écossais T in the Park. Très différents, ils vont devoir se supporter pendant plusieurs heures, et notamment calmer leurs amants réciproques jaloux. Mais petit à petit, cette situation difficile va jouer en leur faveur…

## Fiche technique
- Titre : Rock'N'Love
- Titre original : You Instead
- Réalisation : David Mackenzie
- Scénario : Thomas Leveritt
- Décors : Judi Ritchie
- Costume : Kelly Cooper
- Format : 1.85:1 CinemaScope - Couleur
- Producteurs : Fiona White, Gillian Berrie
- Sociétés de production : Sigma Films, Head Gear Films
- Langue : anglais
- Genre : Comédie, Musical
- Durée : 80 min.
- Dates de sortie :
  -  Royaume-Uni : 18 avril 2012

## Distribution
- Luke Treadaway : Adam
- Natalia Tena : Morello
- Mathew Baynton : Tyko
- Ruta Gedmintas : Lake
- Sophie Wu : Kim
- Rebecca Benson : Lucy
- Jonny Phillips : Jay
- Alastair Mackenzie : Mark